# Józef Meder
Józef Meder (ur. 11 marca 1905 w Przeworsku, zm. 4 sierpnia 1975 w Szczecinie) – polski matematyk.

## Życiorys
W 1923 ukończył gimnazjum w Łańcucie, od 1923 studiował na Uniwersytecie Jana Kazimierza we Lwowie, w latach 1927-1929 był asystentem Stanisława Ruziewicza w Katedrze Matematyki UJK. W 1932 uzyskał dyplom nauczycielski, następnie pracował jako nauczyciel, przez rok w Poznaniu, do wybuchu II wojny światowej w Inowrocławiu. Od 1945 był nauczycielem Gimnazjum im. Ignacego Jana Paderewskiego w Poznaniu. Studia magisterskie ukończył w 1947 na Uniwersytecie Poznańskim, w latach 1949-1953 był wykładowcą geometrii wykreślnej na Wydziale Rolniczo-Leśnym tamże. Od 1953 pracował w Katedrze Matematyki Wyższej Szkoły Inżynierskiej w Szczecinie (od 1955 Politechniki Szczecińskiej), w 1958 obronił na Uniwersytecie im. Adama Mickiewicza pracę doktorską Sumowalność prawie wszędzie szeregów ortogonalnych napisaną pod kierunkiem Władysława Orlicza. W 1967 mianowany profesorem nadzwyczajnym, w 1971 profesorem zwyczajnym. W swoich badaniach zajmował się problemami sumowalności.
W 1955 był założycielem Oddziału Szczecińskiego Polskiego Towarzystwa Matematycznego, w latach 1955-1965 jego prezesem.
W 1959 otrzymał Nagrodę im. Stefana Banacha.